# Dayton (Elkhart)
Dayton is een Amerikaans historisch merk van motorfietsen.
De bedrijfsnaam was: Huffman Mfg. Co., Elkhart (Indiana)
De motorfietsen die het Amerikaanse merk Dayton uit Elkhart tussen 1911 en 1917 produceerde hadden Spacke V-twin-blokken van 7, 9 en 10 pk. Ze waren bijzonder populair. Dit zijn vrijwel zeker dezelfde motorfietsen die ook door Dayton in Ohio werden verkocht.
Voor andere merken met deze naam, zie Dayton (Londen) en Dayton (Dayton).